# Campeonato Europeo de Atletismo en Pista Cubierta de 1975
El VI Campeonato Europeo de Atletismo en Pista Cubierta se celebró en Katowice (Polonia) entre el 8 y el 9 de marzo de 1975 bajo la organización de la Asociación Europea de Atletismo (AEA) y la Federación Polaca de Atletismo.
Las competiciones se llevaron a cabo en el pabellón Spodek de la ciudad polaca. Participaron 269 atletas de 24 federaciones nacionales afiliadas a la AEA.

## Resultados

### Masculino
| Evento                    | Oro                                                                                  | Plata                                                                                           | Bronce                                                                      |
| ------------------------- | ------------------------------------------------------------------------------------ | ----------------------------------------------------------------------------------------------- | --------------------------------------------------------------------------- |
| 60 m (08.03)              | Valeri Borzov Unión Soviética 6,59 s                                                 | Aleksandr Aksinin Unión Soviética 6,67 s                                                        | Zenon Licznerski · Polonia · 6,74 s                                         |
| 400 m (09.03)             | Hermann Köhler Alemania Occidental 48,76                                             | Josip Alebić Yugoslavia 49,04                                                                   | Semion Kocher Unión Soviética 49,33                                         |
| 800 m (09.03)             | Gerhard Stolle República Democrática Alemana 1:49,8                                  | Ivo van Damme · Bélgica · 1:50,1                                                                | Vladimir Ponomariev Unión Soviética 1:50,2                                  |
| 1500 m (09.03)            | Thomas Wessinghage Alemania Occidental 3:44,6                                        | Piotr Anisim Unión Soviética 3:45,4                                                             | Gheorghe Ghipu · Rumania · 3:45,4                                           |
| 3000 m (09.03)            | Ian Stewart Reino Unido 7:58,6                                                       | Pekka Päivärinta · Finlandia · 7:58,6                                                           | Boris Kuznetsov Unión Soviética 8:01,2                                      |
| 60 m vallas (09.03)       | Leszek Wodzyński · Polonia · 7,69                                                    | Frank Siebeck República Democrática Alemana 7,69                                                | Eduard Pereverzev Unión Soviética 7,74                                      |
| Salto de altura (08.03)   | Vladimír Malý Checoslovaquia 2,21 m                                                  | Endre Kelemen · Hungría · 2,19 m                                                                | Rune Almén · Suecia · 2,19 m                                                |
| Salto con pértiga (09.03) | Antti Kalliomäki · Finlandia · 5,35                                                  | Wojciech Buciarski · Polonia · 5,30                                                             | Władysław Kozakiewicz · Polonia · 5,30                                      |
| Salto de longitud (09.03) | Jacques Rousseau Francia 7,94                                                        | Hans-Jürgen Berger Alemania Occidental 7,87                                                     | Zbigniew Beta · Polonia · 7,82                                              |
| Salto triple (08.03)      | Viktor Saneyev Unión Soviética 17,01                                                 | Michał Joachimowski · Polonia · 16,90                                                           | Gennadi Bessonov Unión Soviética 16,78                                      |
| Peso (09.03)              | Valcho Stoyev Bulgaria 20,19                                                         | Geoff Capes Reino Unido 19,98                                                                   | Valeri Voikin Unión Soviética 19,44                                         |
| 4 x 2 vueltas (08.03)     | Alemania Occidental 2:29,9 Klaus Ehl Franz-Peter Hofmeister Karl Honz Hermann Köhler | Polonia · 2:31,4 · Wiesław Pucholski · Roman Siedlecki · Jerzy Włodarczyk · Wojciech Romanowski | Bulgaria 2:32,1 Krassimir Gutev Narzis Popov Yordan Yordanov Yanko Bratanov |

### Femenino
| Evento                    | Oro                                                      | Plata                                                 | Bronce                                    |
| ------------------------- | -------------------------------------------------------- | ----------------------------------------------------- | ----------------------------------------- |
| 60 m (09.03)              | Andrea Lynch Reino Unido 7,17 s                          | Monika Meyer República Democrática Alemana 7,24 s     | Irena Szewińska · Polonia · 7,26 s        |
| 400 m (09.03)             | Verona Elder Reino Unido 52,86                           | Nadezhda Ilyina Unión Soviética 53,21                 | Inta Klimovicha Unión Soviética 53,91     |
| 800 m (09.03)             | Anita Barkusky República Democrática Alemana 2:05,6      | Sarmita Stula Unión Soviética 2:06,2                  | Rositza Pejlivanova Bulgaria 2:06,3       |
| 1500 m (09.03)            | Natalia Andrei · Rumania · 4:14,7                        | Tatiana Kazankina Unión Soviética 4:14,8              | Ellen Wellmann Alemania Occidental 4:16,2 |
| 60 m vallas (08.03)       | Grażyna Rabsztyn · Polonia · 8,04                        | Anneliese Ehrhardt República Democrática Alemana 8,12 | Tatiana Anisimova Unión Soviética 8,21    |
| Salto de altura (09.03)   | Rosemarie Ackermann República Democrática Alemana 1,92 m | Marie-Christine Debourse Francia 1,83 m               | Annemieke Bouma · Países Bajos · 1,80 m   |
| Salto de longitud (08.03) | Dorina Catineanu · Rumania · 6,31                        | Lidia Alfeyeva Unión Soviética 6,29                   | Meta Antenen · Suiza · 6,28               |
| Peso (08.03)              | Marianne Adam República Democrática Alemana 20,05        | Helena Fibingerová Checoslovaquia 19,97               | Ivanka jristova Bulgaria 19,35            |
| 4 x 2 vueltas (09.03)     | Unión Soviética 2:46,1                                   | Alemania Occidental 2:47,3                            | Polonia · 2:49,6                          |

## Medallero
| Núm. | País           | Oro | Plata | Bronce | Total |
| ---- | -------------- | --- | ----- | ------ | ----- |
| 1    | RDA            | 4   | 3     | 0      | 7     |
| 2    | URSS           | 3   | 6     | 8      | 17    |
| 3    | RFA            | 3   | 2     | 1      | 6     |
| 4    | Reino Unido    | 3   | 1     | 0      | 4     |
| 5    | Polonia        | 2   | 3     | 5      | 10    |
| 6    | Rumania        | 2   | 0     | 1      | 3     |
| 7    | Checoslovaquia | 1   | 1     | 0      | 2     |
| 7    | Finlandia      | 1   | 1     | 0      | 2     |
| 7    | Francia        | 1   | 1     | 0      | 2     |
| 10   | Bulgaria       | 1   | 0     | 3      | 4     |
| 11   | Bélgica        | 0   | 1     | 0      | 1     |
| 11   | Hungría        | 0   | 1     | 0      | 1     |
| 11   | Yugoslavia     | 0   | 1     | 0      | 1     |
| 14   | Países Bajos   | 0   | 0     | 1      | 1     |
| 14   | Suecia         | 0   | 0     | 1      | 1     |
| 14   | Suiza          | 0   | 0     | 1      | 1     |
|      | TOTAL          | 21  | 21    | 21     | 63    |